# Erpent
Erpent (prononcé [ɛʁpɑ̃] ; en wallon Erpint) est une section de la  ville belge de Namur située en Wallonie dans la province de Namur. C'était une commune à part entière jusqu'à la fusion des communes de 1977. 

## Géographie
Erpent est établi sur le contrefort de l'Ardenne condrusienne, et est traversé par la nationale 4 Namur-Arlon. Le village est formé d'un ensemble de zones résidentielles mais on trouve de nombreux commerces le long de la N4, en particulier des concessionnaires automobiles.

### Quartiers
Les différents quartiers d'Erpent sont :
- Le Vieil Erpent ;
- Erpent-Collège ;
- Les Hauts de Meuse ;
- Le Chant des Oiseaux ;
- Le Chaurnoi.

## Démographie
- Sources:INS, Rem:1831 jusqu'en 1970=recensements, 1976= nombre d'habitants au 31 décembre

## Patrimoine et culture
- L'Église Saints-Pierre-et-Paul d'Erpent. Bâtisse en style classique construite en 1771[1].

- Le Collège Notre-Dame de la Paix de Namur (établissement jésuite d'enseignement primaire et secondaire) a déménagé en 1971 pour s'installer dans de nouveaux bâtiments à Erpent. Il est devenu un pôle important de développement de la région.
- Ancienne ferme dépendante de l'abbaye de Géronsart[2], située rue Régné-Durette.

## Vie associative

### Vie associtative

#### Jumelage
- Régnié-Durette (France) située dans le Beaujolais.